# Mesnil-en-Ouche
Mesnil-en Ouche is een gemeente in het Franse departement Eure (regio Normandië). De plaats maakt deel uit van het arrondissement Bernay. Mesnil-en-Ouche is op 1 januari 2016 ontstaan door de fusie van de gemeenten Ajou, La Barre-en-Ouche, Beaumesnil, Bosc-Renoult-en-Ouche, Épinay, Gisay-la-Coudre, Gouttières, Granchain, Jonquerets-de-Livet, Landepéreuse, La Roussière, Saint-Aubin-des-Hayes, Saint-Aubin-le-Guichard, Sainte-Marguerite-en-Ouche, Saint-Pierre-du-Mesnil en Thevray.  De gemeente telde 4.441 inwoners op 1 januari 2022.

## Geografie
De oppervlakte van Mesnil-en-Ouche bedroeg op de hierboven genoemde datum 165,4 vierkante kilometer; de bevolkingsdichtheid was toen 26,9 inwoners per km².

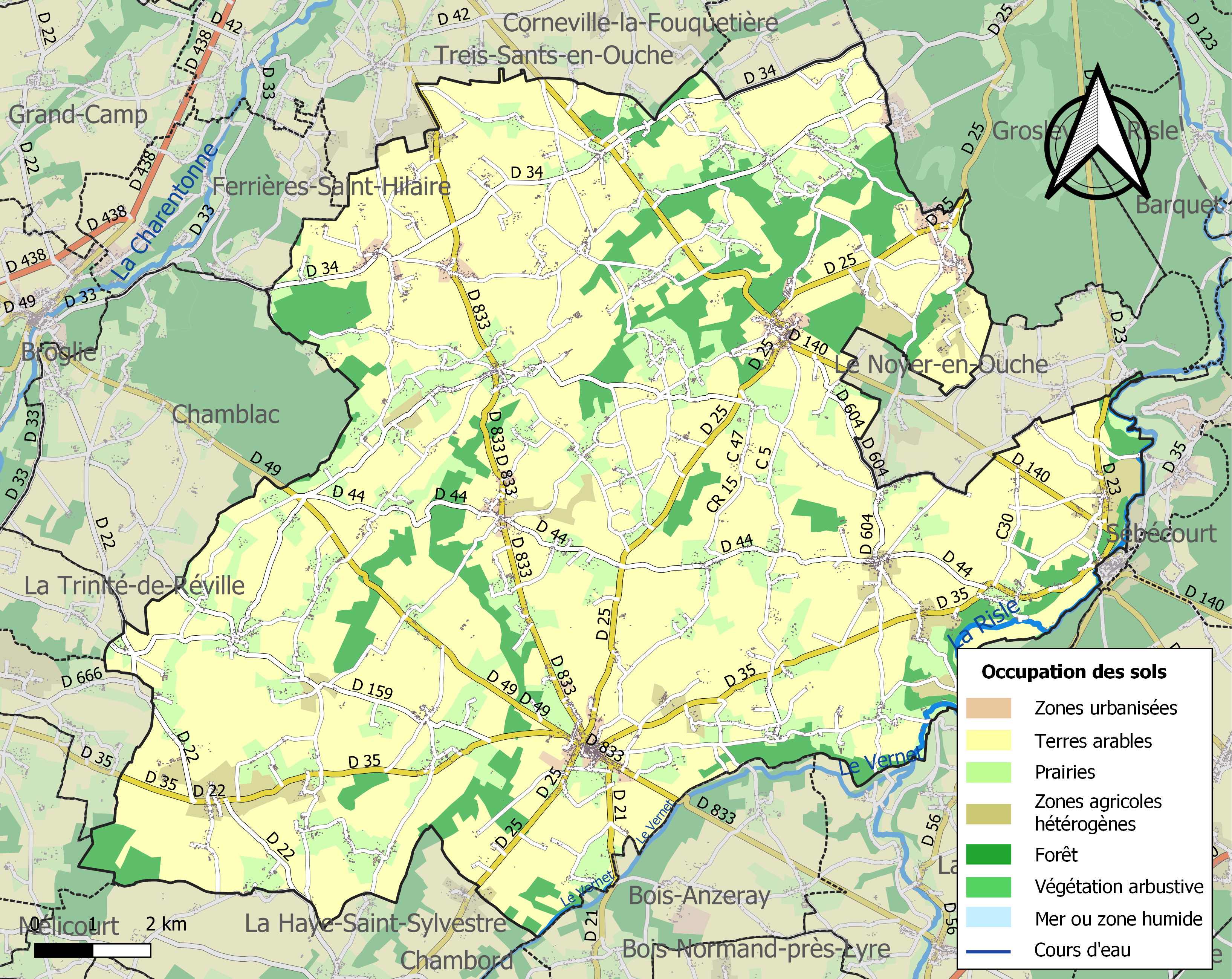
Kaart van de gemeente met belangrijkste infrastructuur, bodemgebruik en omliggende gemeenten